# Ittelhofen
Ittelhofen ist ein Ortsteil von Seubersdorf in der Oberpfalz, einer Gemeinde im Landkreis Neumarkt im Oberpfälzer Jura in der Oberpfalz. Der Ort besteht aus 51 Anwesen. Der Ort hatte im Dezember 2024 201 Einwohner.

## Geschichte
Wie Grabfunde belegen, war die Gegend um Ittelhofen bereits in vorgeschichtlicher Zeit besiedelt. Erstmals urkundlich erwähnt wird der Ort Uetelenhouen im Jahre 1109 in den Stiftungsgütern des Klosters Weißenohe.
1146 und 1205 wurde Ittelhofen mit der Schreibweise Utelnhouin unter dem Besitz des Klosters Weißenohe aufgeführt. Um 1205 wird als erster Adeliger Rudger von Utilhoven erwähnt. Diese Adeligen waren Dienstmannen der Herren von Holnstein. Später gehörte die Ortschaft in den Lehensbereich der Heidecker, die in dieser Gegend reich begütert waren. 
Als weitere Bewohner der wohl burgähnlich befestigten Hofmark folgten Heinrich von Ittelhofen (1274) sowie die Brüder Konrad (1285) und Hiltebrand de Utelhouen (1295). Später gehörte die Ortschaft in Lehensbereich der Heidecker, die in dieser Gegend reich begütert waren. Schon 1326 lag der Ort im Amt Holnstein, wobei die Adeligen bereits als Ittelhofer bezeichnet werden. 
Durch Verwandtschaft mit dem berühmten Geschlecht der Familie Schweppermann kamen sie auch in Besitz der Herrschaft Deining. Wegen der Religionswirren – die Adelsfamilie wollte die neue lutherische Lehre nicht annehmen – verkauften sie jedoch ihren Besitz und wanderten nach Österreich aus. Vorher stifteten sie noch die Kapelle in Ittelhofen. 
Ihr Edelmannssitz war dann an andere Herren weiterverliehen worden – gemäß den Landsassennmatrikeln an so bedeutende Persönlichkeiten wie den oberpfälzischen Oberforst- und Jägermeister Vinzenz von Würzburg. Um 1480 kaufte der Ingolstädter Mathematikprofessor und kaiserliche Astronom Peter Apian den Sitz Ittelhofen. Er war der Vater von Philipp Apian, der die berühmten Baierischen Landtafeln, der ersten kartographischen Aufnahmen Bayerns, fertigte.
In Ittelhofen lebte dessen Bruder Carolus Apianus. Er starb am 9. März 1600, ein Grabstein in der Pfarrkirche St. Jakob erinnert an ihn. Seine Witwe Ursula, eine geborene Kastner, verkaufte Ittelhofen 1608 an einen Christoph Kastner. Im Jahr 1656 war ein Hans Reinhard Grüner der Besitzer von Ittelhofen, später dessen Witwe Anna Maria bis 1728. Der um 1705 geborene Maximilian Cajetan Notthafft, Freiherr von Weißenstein war dann Besitzer der Hofmark Ittelhofen. Im Jahre 1730 wurde die Schlosskapelle durch Anna Maria Grüner von Grünstein erweitert. 1783 ließen die Grafen von Holnstein das herrschaftliche Schloss abbrechen.
Im Jahre 1846 gehörte Ittelhofen zum Königlichen Landgericht Beilngries.
Am 1. Juli 1976 wurde Ittelhofen nach Seubersdorf eingemeindet.